# Edith Atwater
Edith Atwater (Chicago, 22 aprile 1911 – Los Angeles, 14 marzo 1986) è stata un'attrice statunitense.
Attiva dal 1933 al 1985 in svariate produzioni televisive, cinematografiche e teatrali.

## Biografia
Fu sposata con l'attore Hugh Marlowe dal 1941 al 1946, poi con Kent Smith dal 1962 al 1985, un anno prima di morire di cancro. Non ebbe figli.

## Filmografia parziale

### Cinema
- La jena (The Body Snatcher), regia di Robert Wise (1945)
- Piombo rovente (Sweet Smell of Success), regia di Alexander Mackendrick (1957)
- Bionde, rosse, brune... (It Happened at the World's Fair), regia di Norman Taurog (1963) – non accreditato
- 5 corpi senza testa (Strait-Jacket), regia di William Castle (1964)
- Strani compagni di letto (Strange Bedfellows), regia di Melvin Frank (1965)
- Il Grinta (True Grit), regia di Henry Hathaway (1969)
- Noi due (Pieces of Dreams), regia di Daniel Haller (1970)
- La macchina dell'amore (The Love Machine), regia di Jack Haley Jr. (1971)
- Our Time, regia di Peter Hyams (1974)
- Mackintosh and T.J., regia di Marvin J. Chomsky (1975)
- Complotto di famiglia (Family Plot), regia di Alfred Hitchcock (1976)

### Televisione
- Amore in soffitta (Love on a Rooftop) - serie TV, 15 episodi (1966-1967)
- Bonanza - serie TV, episodio 12x01 (1970)
- Nel tunnel dei misteri con Nancy Drew e gli Hardy Boys (The Hardy Boys/Nancy Drew Mysteries) – serie TV, 7 episodi (1977)
- Kazinsky (Kaz) – serie TV, 23 episodi (1978-1979)

## Doppiatrici italiane
Nelle versioni in italiano dei suoi film, Edith Atwater è stata doppiata da:
- Tina Lattanzi in La jena
- Dhia Cristiani in Strani compagni di letto